# Poschacher Villa (Linz)

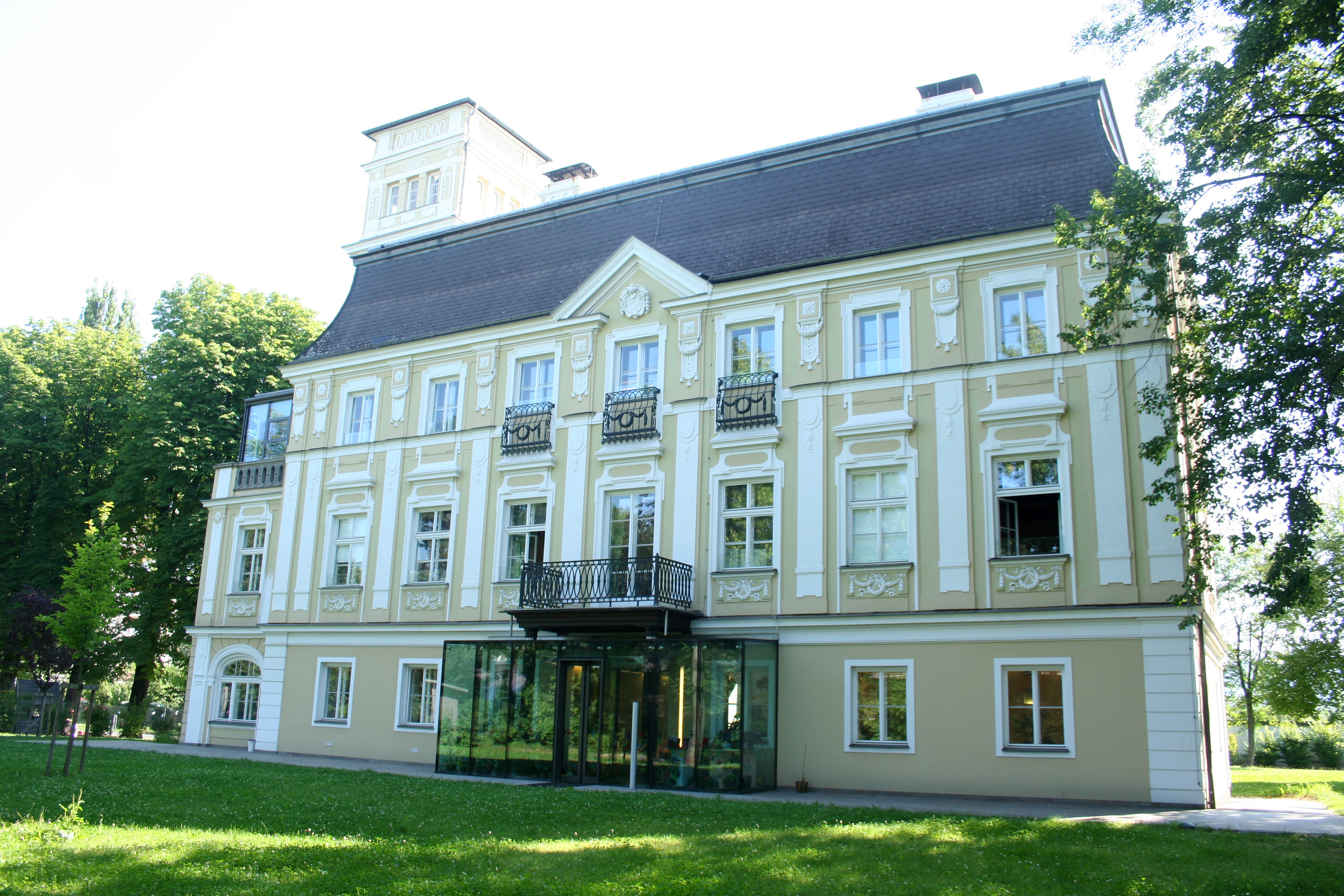
Poschacher Villa (2013)

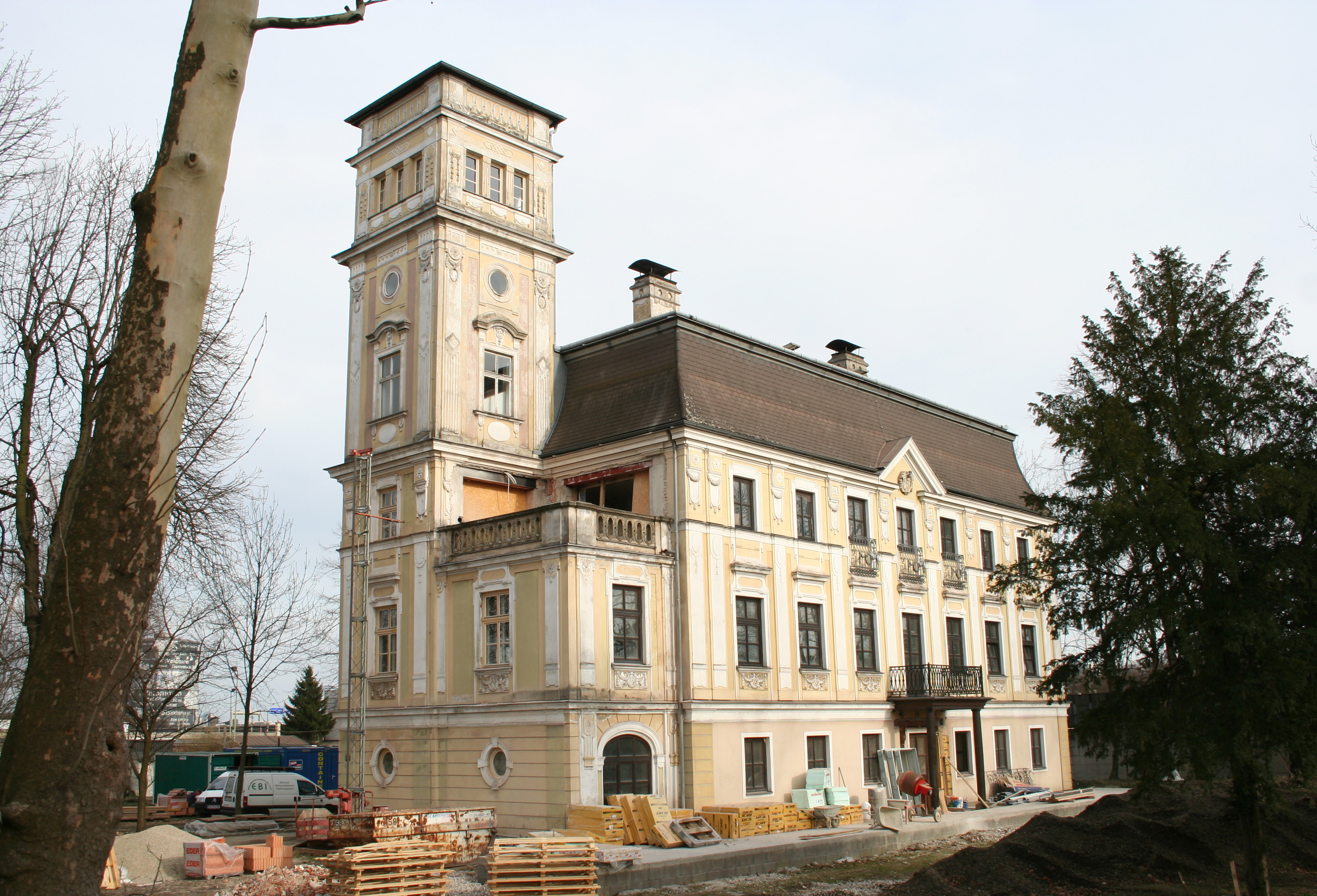
Poschacher Villa (2010, während der Adaptierungs- und Sanierungsarbeiten)

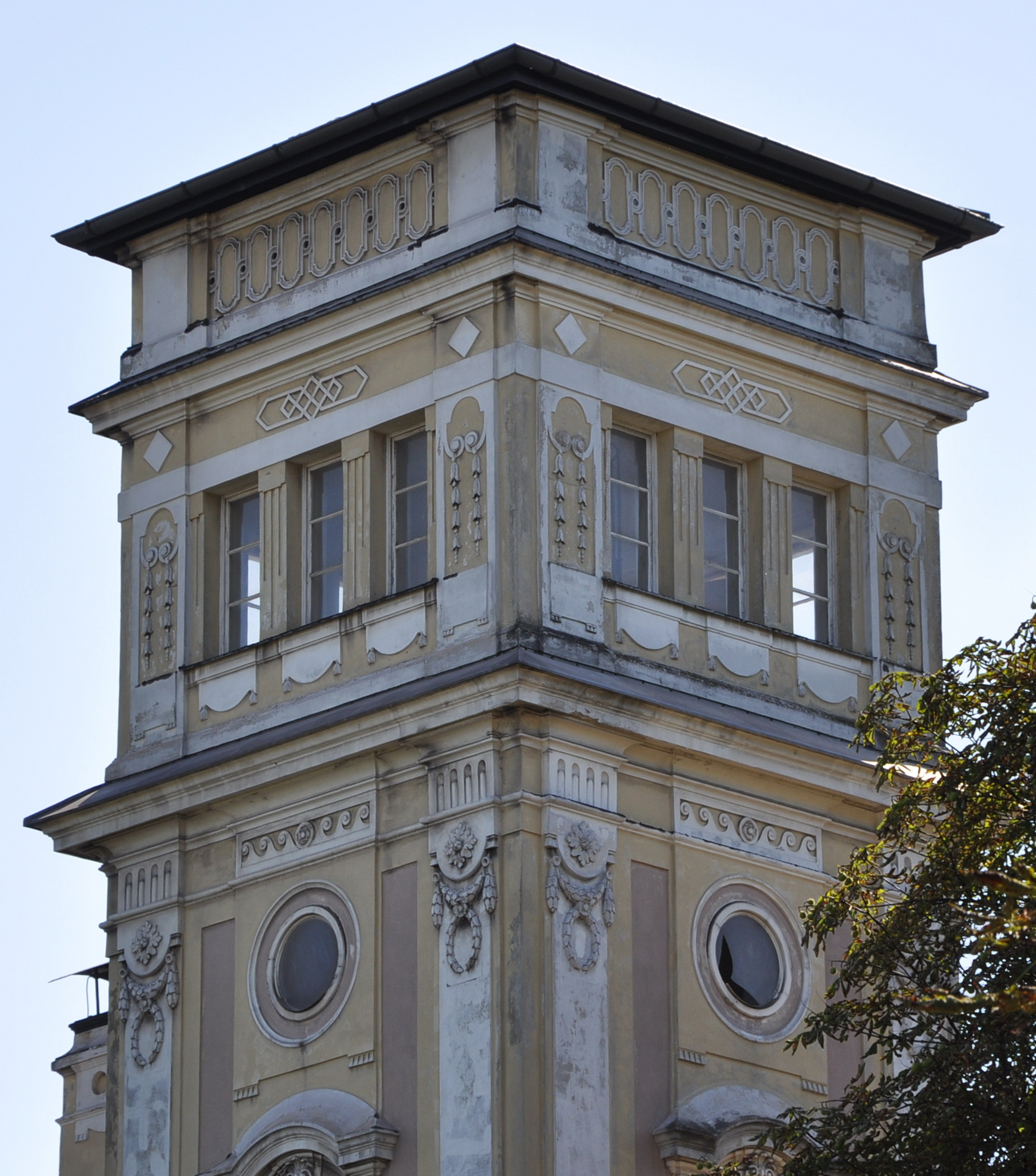
Turm der Poschacher Villa 2009

Die Poschacher Villa ist ein denkmalgeschütztes Gebäude an der Linzer Poschacherstraße.

## Geschichte
Im Jahr 1840 gestaltete Architekt Johann Metz ein einfaches Bauernhaus im Besitz von Rittmeister Alois von Bosch in einen biedermeierlichen Landsitz um. Der zweigeschoßige Bau wurde im Lauf der Jahrzehnte mehrmals umgebaut und war lange Zeit Wohnsitz des Industriellen Josef Poschacher, der zu dieser Zeit eine bedeutende Brauerei in Linz betrieb. Der dazugehörige sechsgeschoßige Turm wurde im Jahr 1902 erbaut. Bei der im April 2009 begonnenen Generalsanierung musste auf bauhistorisch wertvolle Teile des denkmalgeschützten Hauses Rücksicht genommen werden.

## Besitzer
Im Jahr 2007 erwarb die Stadt Linz die Villa um 615.000 € von den Österreichischen Bundesbahnen. Der österreichische Rechnungshof bemängelte, dass nur die Hälfte der ursprünglich erwarteten Mindestkaufpreisforderung erzielt wurde, der Kaufpreis auf einem nicht nachzuvollziehenden Fremdgutachten basiere und keine durchgehenden Strategien für den Verkauf bestanden hätten.

## Nutzung
Seit August 2010 ist in dem Haus auf einer Nutzfläche von 670 m² eine Kinderbetreuungseinrichtung mit zwei Krabbelstuben- und zwei Kindergartengruppen untergebracht. An der Nordwestseite der Villa entstand auf der ehemaligen Terrasse im zweiten Obergeschoß ein Wintergarten. Das Haus musste durch den Abbruch von Zwischenwänden verändert werden, um den neuen Anforderungen gerecht zu werden. Die Bau- und Einrichtungskosten wurden auf 2,3 Mio. € geschätzt. Zu der Villa gehört ein 7.198 m² großer Park.